# Chioneosoma astrachanicus
Chioneosoma astrachanicus är en skalbaggsart som beskrevs av Semenov 1902. Chioneosoma astrachanicus ingår i släktet Chioneosoma och familjen Melolonthidae. Inga underarter finns listade i Catalogue of Life.